# المثلث (قرية)
قرية المثلث هي إحدى القرى التابعة لمركز الرياض في محافظة كفر الشيخ في جمهورية مصر العربية. حسب إحصاءات سنة 2006، بلغ إجمالي السكان في المثلث 6577 نسمة، منهم 3235 رجل و3342 امرأة.